# Illustre Danguy
Der Illustre Danguy (französisch: L’illustre Danguy, deutsch: der berühmte Danguy, auch in den Schreibweisen Dangui, Dengui oder Denguy vorkommend) (* 18. Jahrhundert; † 18. Jahrhundert) war ein virtuoser französischer Drehleierspieler, der uns nur unter diesem Namen bekannt ist. Über sein Leben ist nahezu nichts bekannt.

## Werk
Die fast tausend Jahre alte, zuerst wohl als Kircheninstrument genutzte Drehleier erfuhr im 14. und 15. Jahrhundert vor dem Hintergrund der sich entwickelnden Polyphonie einen kulturellen Niedergang und wurde nur noch von Bettlern und Bauern gespielt. Im 18. Jahrhundert kam sie beim französischen Adel wieder in Mode, der in jener Zeit das einfache Landleben idealisierte und imitierte. „Stilisierte kunstreiche Hirtenmusiken und -instrumente, allen voran Drehleier und Dudelsack, wurden nun wieder in höchsten  sozialen Kreisen gespielt.“
Als Komponist, der von einem anderen Instrument herkommend die vielle mit einer bemerkenswerten Komposition bedient hat, widmete Joseph Bodin de Boismortier dem Herrn Danguy sein 77. Werk. Er bringt dabei zum Ausdruck, dass es der Genialität des Virtuosen zu verdanken sei, dass das Instrument vom Bettler- zum Aristokrateninstrument transzendiert ist (hier die deutsche Übersetzung):
An Herrn Danguy

Du, dessen süße Kurbel auf der vielle sich auszudrücken weiß.

Deine Lieder, die vom Ohr ins Herz gehen, tragen in sich einen verführerischen Charme.

Der von der Lyra des Orpheus - von einem verschollenen Instrument, das in Not und Vergessenheit geraten war -

sich heute eine Trophäe macht, der findet einen Weg, den Hof und die Stadt zu verzaubern.

Danguy, dein angenehmer Humor spricht stets für dich und dein umgänglicher Charakter macht dich überall begehrenswert.

Nimm bitte hin, dass ich dir zum Fortschritt Deines Talents gratuliere.

Durch das Geschenk dieses Werkes verpflichte ich mich zur Freundschaft zu Dir.

Ich wage zu hoffen, dass unter Deinen Fingerspitzen die Kritiker schweigen werden.

Und indem ich meine Verbundenheit hinzufüge, sollen alle wissen, dass ich von ganzem Herzen Dein Bewunderer bin, Boismortier.
In dieser Ode an Danguy gibt Boismortier sich als dessen Bewunderer aus. Er erkennt dem virtuosen Lautenmacher-Bürgersohn Danguy mit großer Ausschließlichkeit zu, dass es diesem gelungen sei, das stark verachtete Bettlerinstrument zum salonfähigen Lieblingsinstrument der Haute Volée und des Hochadels gewandelt zu haben.
Neben berühmten Laien wie Marie Leczinska, Ehefrau Ludwigs XV., gab es in dieser Zeit professionelle Drehleierspieler wie Monsieur Ravet, François Bouïn, Charles Bâton oder Jean-Baptiste Dupuits, allen voran aber den Illustren Danguy. Diese Berufsmusiker, insbesondere der Illustre Danguy, machten die Drehleiermusik an den Höfen wieder salon- oder besser hoffähig. Das Ensemble Danguy der Drehleierspielerin Tobie Miller hat sich nach diesem legendären Virtuosen benannt.

## Der Illustre Danguy in der Literatur
- Paul Fustier (Herausgeber): L’illustre Danguy: Pièces pour la vielle: manuscrites & imprimées. Verlag: Société de musicologie de Languedoc, 2004.
- Paul Fustier: La vielle à roue dans la musique baroque francaise: Instrument de musique, objet mythique, objet fantasmé? L'Harmattan, 2006
- Joseph de Boismortier: Œuvre soixante et dix septième de Mr. Boismortier, contenant six sonates pour une vièle, musette, flûte ou violon. Avec la basse, 1739